# Distrikt La Capilla
Der Distrikt La Capilla liegt in der Provinz General Sánchez Cerro in der Region Moquegua in Südwest-Peru. Der Distrikt wurde am 30. September 1942 gegründet. Er besitzt eine Fläche von 780 km². Beim Zensus 2017 wurden 681 Einwohner gezählt. Im Jahr 1993 lag die Einwohnerzahl bei 1128, im Jahr 2007 bei 1731. Die Distriktverwaltung befindet sich in der etwa 1800 m hoch gelegenen Ortschaft La Capilla mit 135 Einwohnern (Stand 2017). La Capilla befindet sich 24 km westsüdwestlich der Provinzhauptstadt Omate.

## Geographische Lage
Der Distrikt La Capilla liegt an der Südflanke der Cordillera Volcánica im äußersten Südwesten der Provinz General Sánchez Cerro. Der Río Tambo fließt entlang der südlichen Distriktgrenze in westsüdwestlicher Richtung.
Der Distrikt La Capilla grenzt im Westen an den Distrikt Cocachacra (Provinz Islay), im Nordwesten an den Distrikt Polobaya (Provinz Arequipa), im Nordosten und Osten an den Distrikt Puquina sowie im Süden an den Distrikt Moquegua (Provinz Mariscal Nieto).